# Sotsgorod

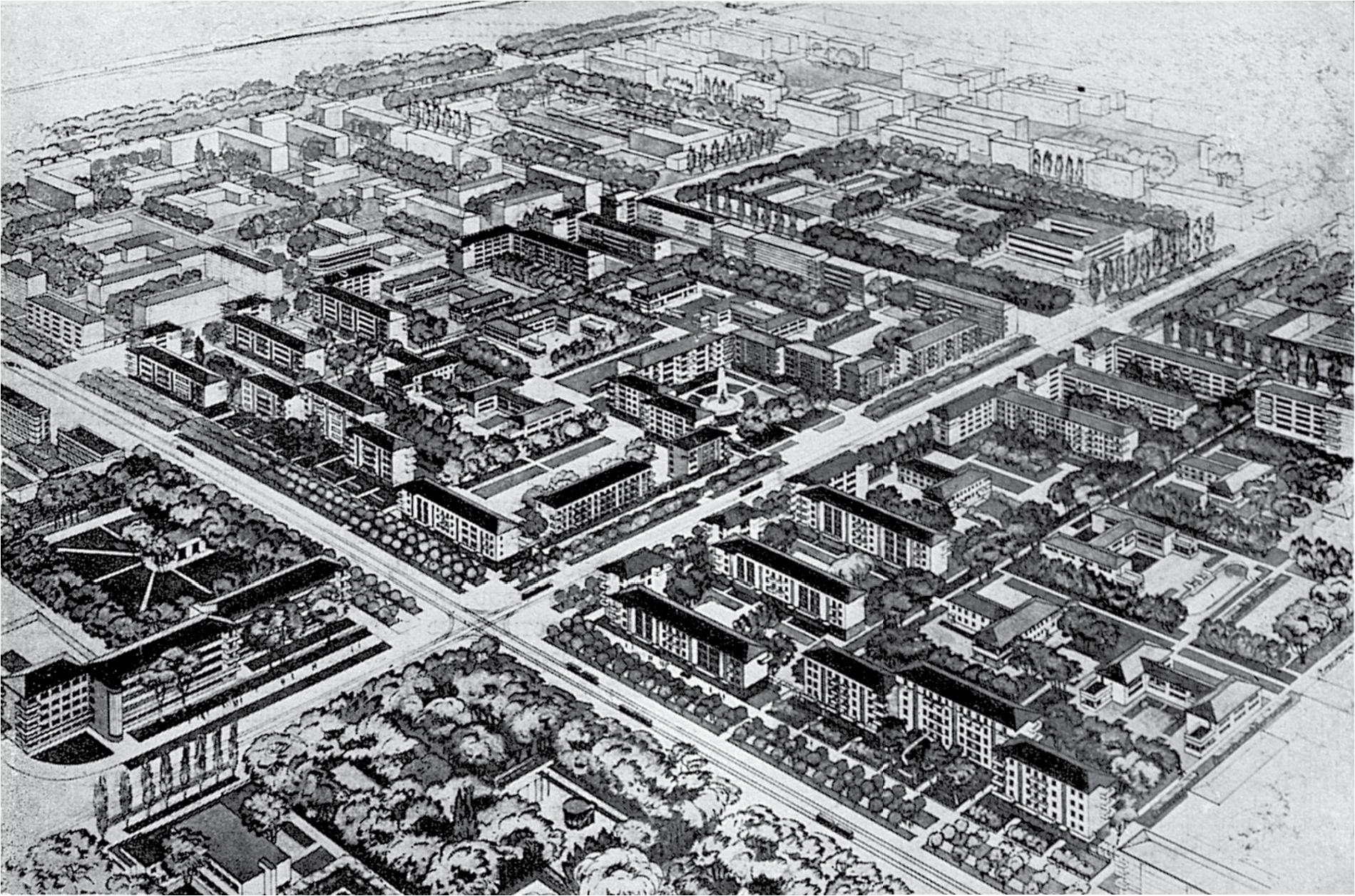
Projet de sotsgorod imaginé pour Magnitogorsk.

La sotsgorod, en russe Соцгород, littéralement « socioville », est un concept d'urbanisme développé en URSS durant l'Entre-deux-guerres. Il est porté par Nikolaï Milioutine, qui y développe la théorie de la cité linéaire initialement développée par Arturo Soria.

## Historique
Le concept de « sotsgorod » s'inspire explicitement de la cité linéaire développée au XIXe siècle par Arturo Soria. Nikolaï Milioutine, économiste de formation, rejoint en 1929 l'académie communiste (en) dans laquelle il est responsable d'une section dont le thème d'étude est l'établissement humain socialiste. En 1930, il y apporte sa réponse sous la forme de l'ouvrage Sotsgorod, le problème de la construction des villes socialistes. Il y prône un « désurbanisme » s'opposant à la vision bourgeoise de l'urbanisme, rapprochant la ville de la campagne, l'habitation du lieu de production, la ferme de l'usine.

## Concept
La ville voulue par Milioutine supprime notamment deux caractéristiques propres à la ville traditionnelle : l'habitat familial d'une part et l'organisation spatiale autour du marché.

### La cellule de vie
En conséquence du premier axiome, la population doit être apte à cohabiter non en fonction des liens familiaux, mais en fonction de préférences personnelles. En particulier, elle permet de ne plus être dépendant du mariage, vu dans la perspective marxiste comme une « prostitution officielle ». Les « cellules de vie » ou « cellules d'habitation » rendent possible ce fonctionnement. Une cellule de vie, selon Milioutine, doit pourvoir au sommeil, mais aussi à l'utilisation des livres, la détente, la conservation des objets et l'hygiène. Il conçoit en ce sens une cellule-type de 8,4 m², dont tout le mobilier est pliable ou escamotable. Symboliquement, l'objet partagé n'est plus le lit, qui est individuel, mais la pièce sanitaire,.
Le choix est fait de se tourner vers une rationalisation et une standardisation de la construction, avec l'utilisation de matériaux préfabriqués et légers, sans prévoir d'ascenseur notamment. De ce point de vue, la « sotsgorod » s'inspire du « Bauhaus », en cherchant toutefois à pousser le concept encore plus loin.

### La forme urbaine
Par ailleurs, la « sotsgorod » est conçue, comme la cité linéaire, comme une synthèse entre ville et campagne. Si la ville traditionnelle s'articule autour de la fonction d'échange, le nœud de communication et la fonction de marché, ces activités sont perçues en Russie soviétique comme servant les intérêts de la classe dirigeante. Dans le système de la « sotsgorod », la ville est avant tout une unité productive, où la distance entre le lieu de vie et le lieu de travail est très fortement réduite. L'organisation spatialement centralisée est prohibée au profit d'une urbanisation en bandes. La bande d'habitation est placée à peu près de manière centrale et est séparée de la bande « productive », c'est-à-dire industrielle, par la desserte routière ainsi que par une coulée verte de cinq cents mètres de largeur, pour limiter les nuisances. La desserte ferroviaire, conçue avant tout comme une desserte fret, est de ce fait déportée au-delà de la bande productive. Quant à la bande agricole, elle est située à l'opposé de la bande productive.

## Exemples
- Exemples de mises en œuvre de « sotsgorod »

Exemples de mises en œuvre de sotsgorod
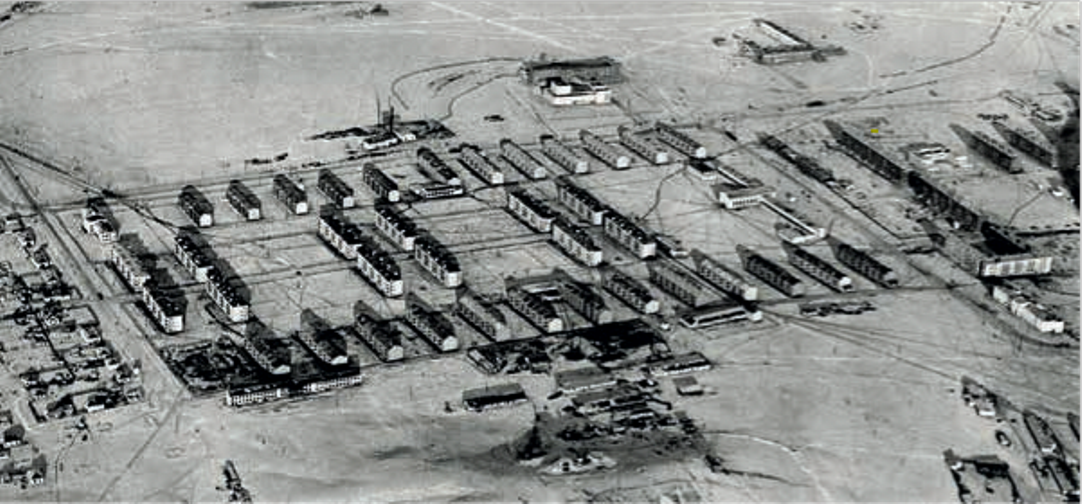
La bande d'habitation de la « sotsgorod » de Magnitogorsk durant l'hiver 1933-1934.
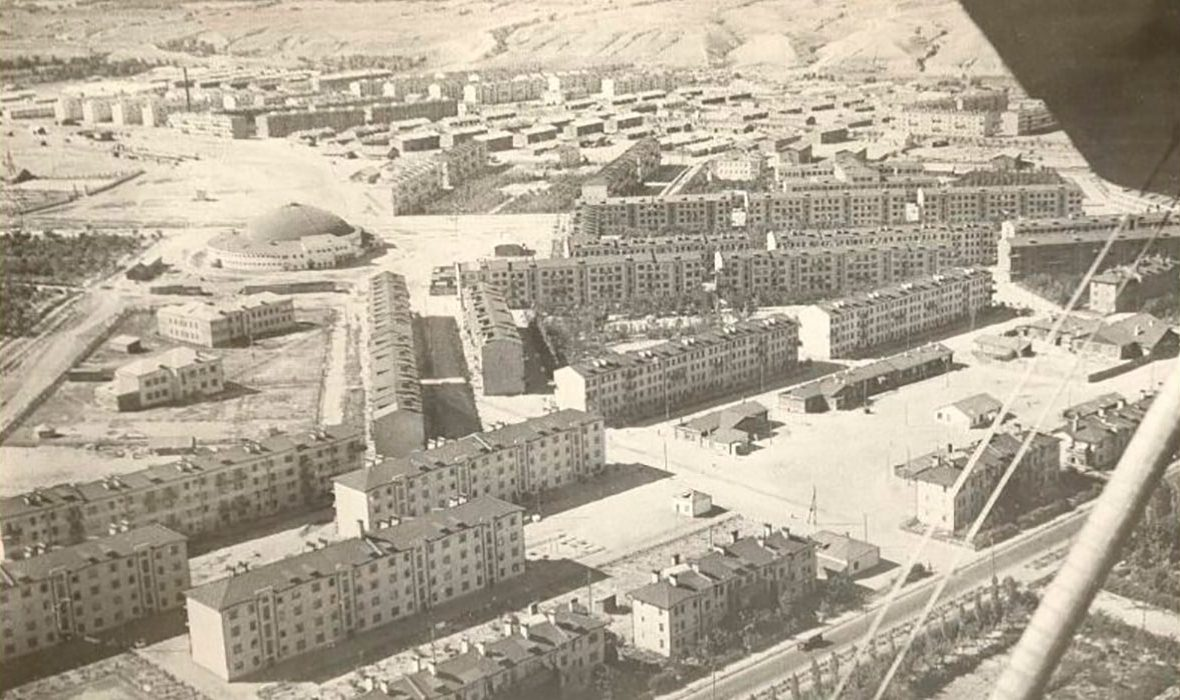
Le faubourg de Traktorozavod, au nord de Stalingrad dans les années 1930.
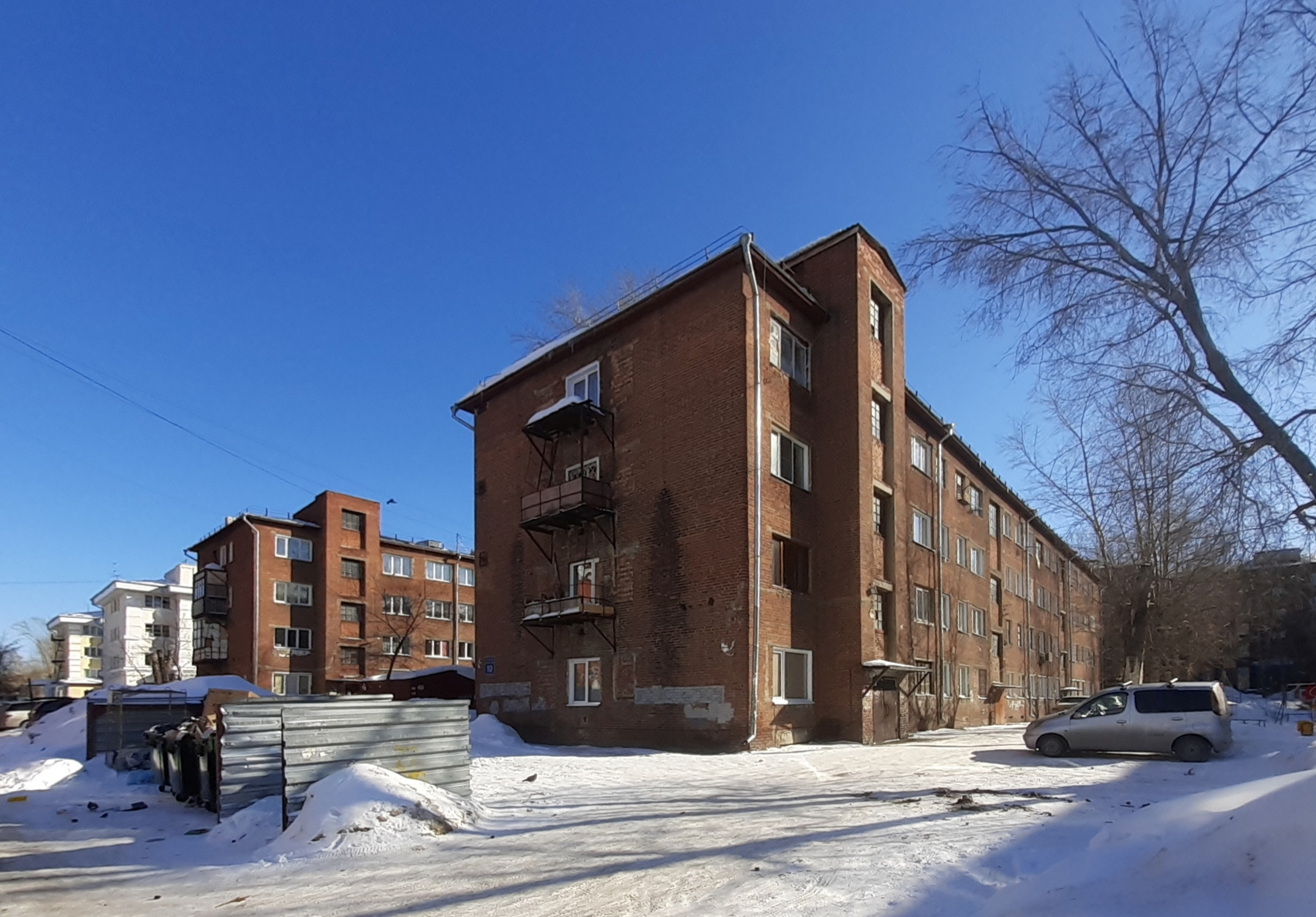
La sotsgorod de Sibkombain (ru) à Novossibirsk.
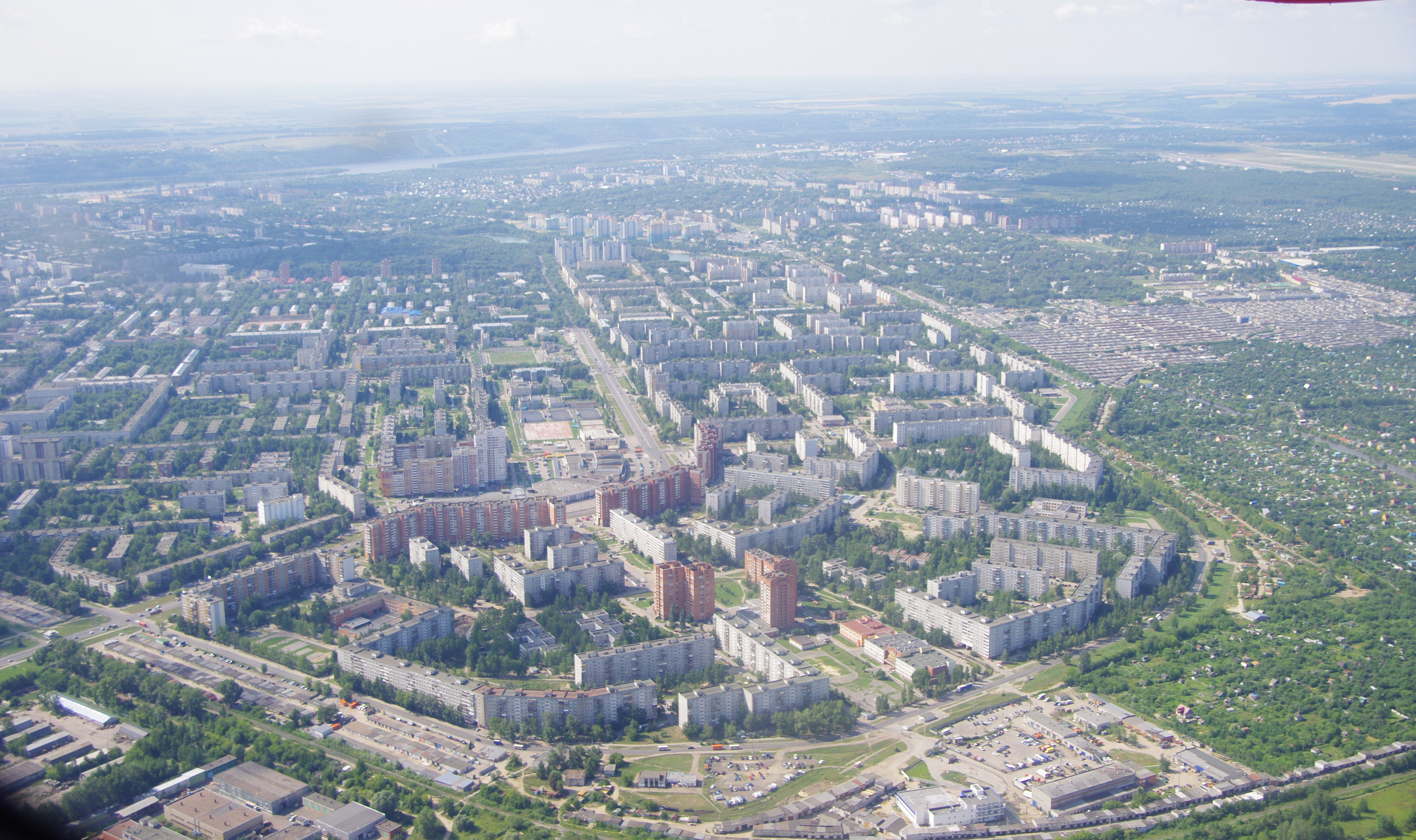
La sotsgorod de Nijni Novgorod.